# Hortus Botanicus Ámsterdam
El Jardín Botánico de Ámsterdam en neerlandés : Hortus Botanicus Amsterdam es un Jardín botánico de 1,2 hectáreas de extensión, de administración privada sin ánimo de lucro, en Ámsterdam, Países Bajos. 
Es miembro del BGCI. Su código de identificación internacional como institución botánica, así como las siglas de su herbario es AMD.

## Localización
Hortus Botanicus Amsterdam Plantage Middenlaan 2A, Ámsterdam, Noord-Holland NL-1018 DD Holland-Holanda.
Planos y vistas satelitales.52°22′1.09″N 4°54′30.39″E / 52.3669694, 4.9084417
Está abierto todos los días y se paga una tarifa de entrada.

## Historia
Este jardín botánico es uno de los más antiguos del mundo, fue fundado en 1638 por el consistorio de la ciudad para que sirviera como jardín de hierbas para los remedios de médicos y boticarios. Contiene más de seis mil árboles y plantas tropicales e indígenas. 
La colección inicial del Hortus Botanicus, fue reunida durante el siglo XVII con semillas y plantas que trajeron los comerciantes de la Compañía de las Indias Orientales (VOC) por su uso en medicina y por las posibilidades para el comercio. Una simple planta de café, Coffea arabica, en la colección del Hortus sirvió como planta parental para la totalidad de las plantas de cultivo de café de Centroamérica y Suramérica. 

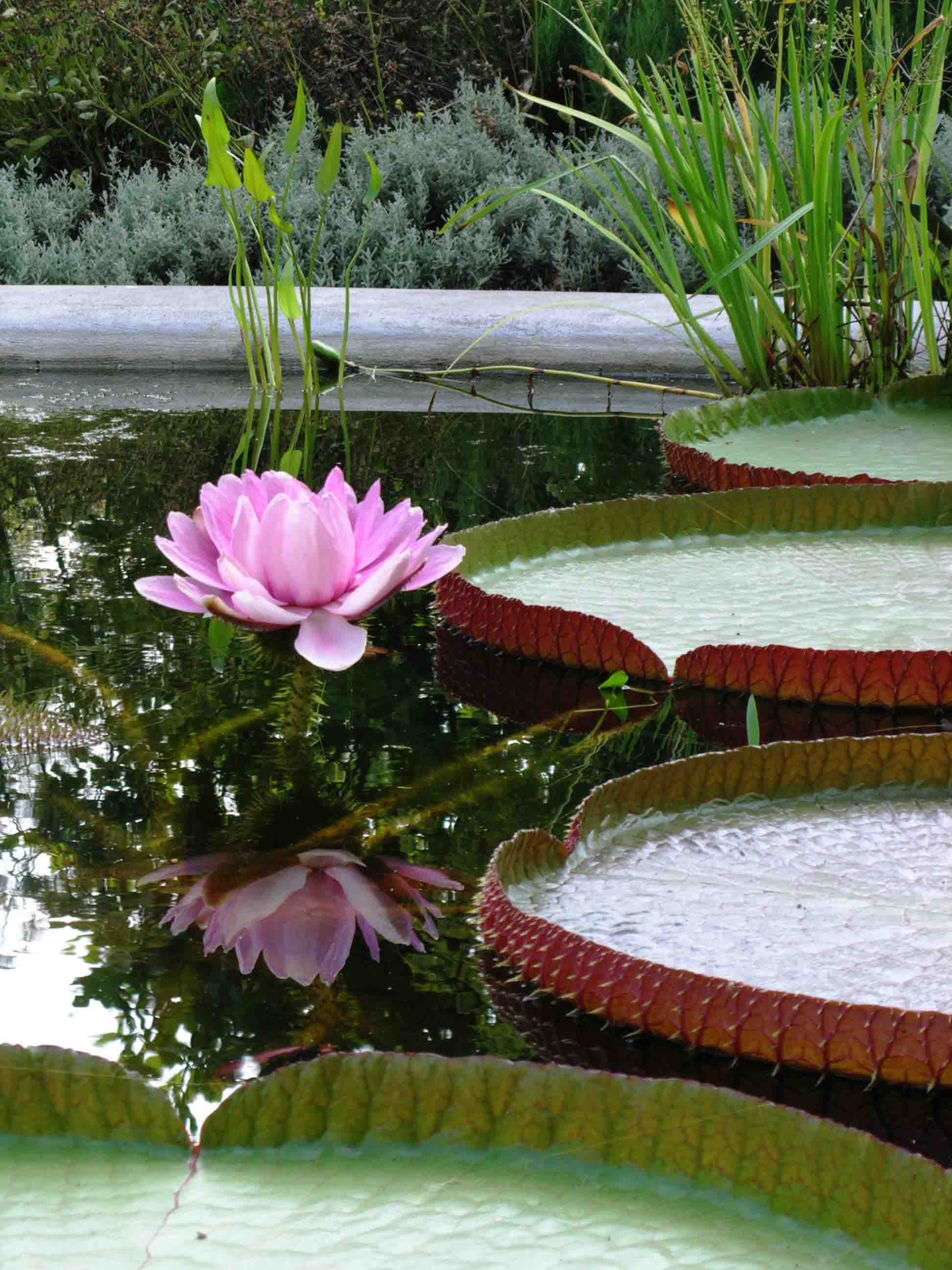
Una Victoria en flor del Hortus Botanicus de Ámsterdam.

Así mismo, dos palmas de aceite en maceta traídas por la VOC desde Isla Mauricio, una isla del Océano Índico, produjo semillas después de seis años, y estas fueron propagadas a través de todo el Sureste de Asia, llegando a ser la mayor fuente de ingresos en las Indias Orientales Neerlandesas y actualmente en Indonesia.

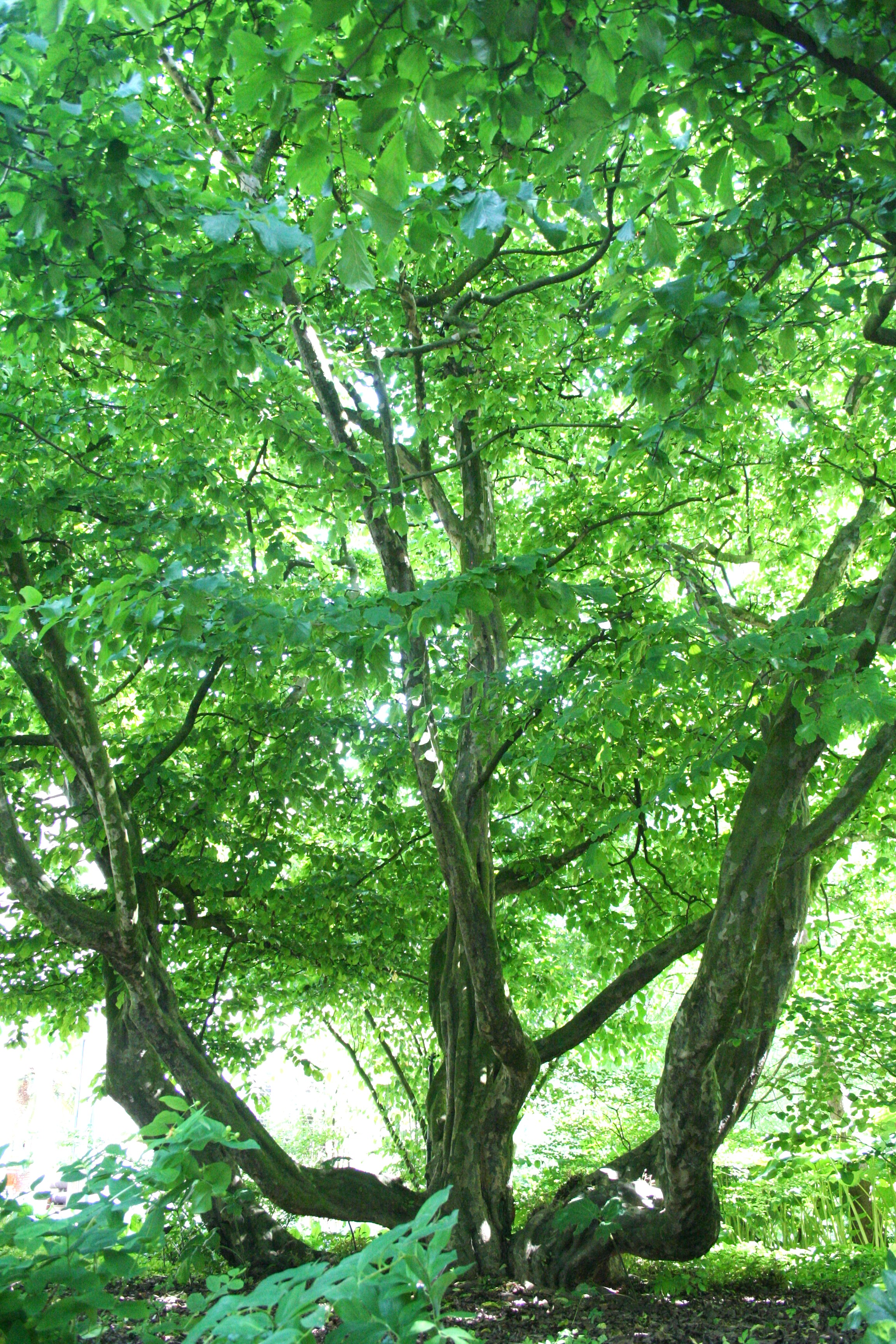
Un ejemplar del árbol Parottia Persica en el Hortus Botanicus Ámsterdam.

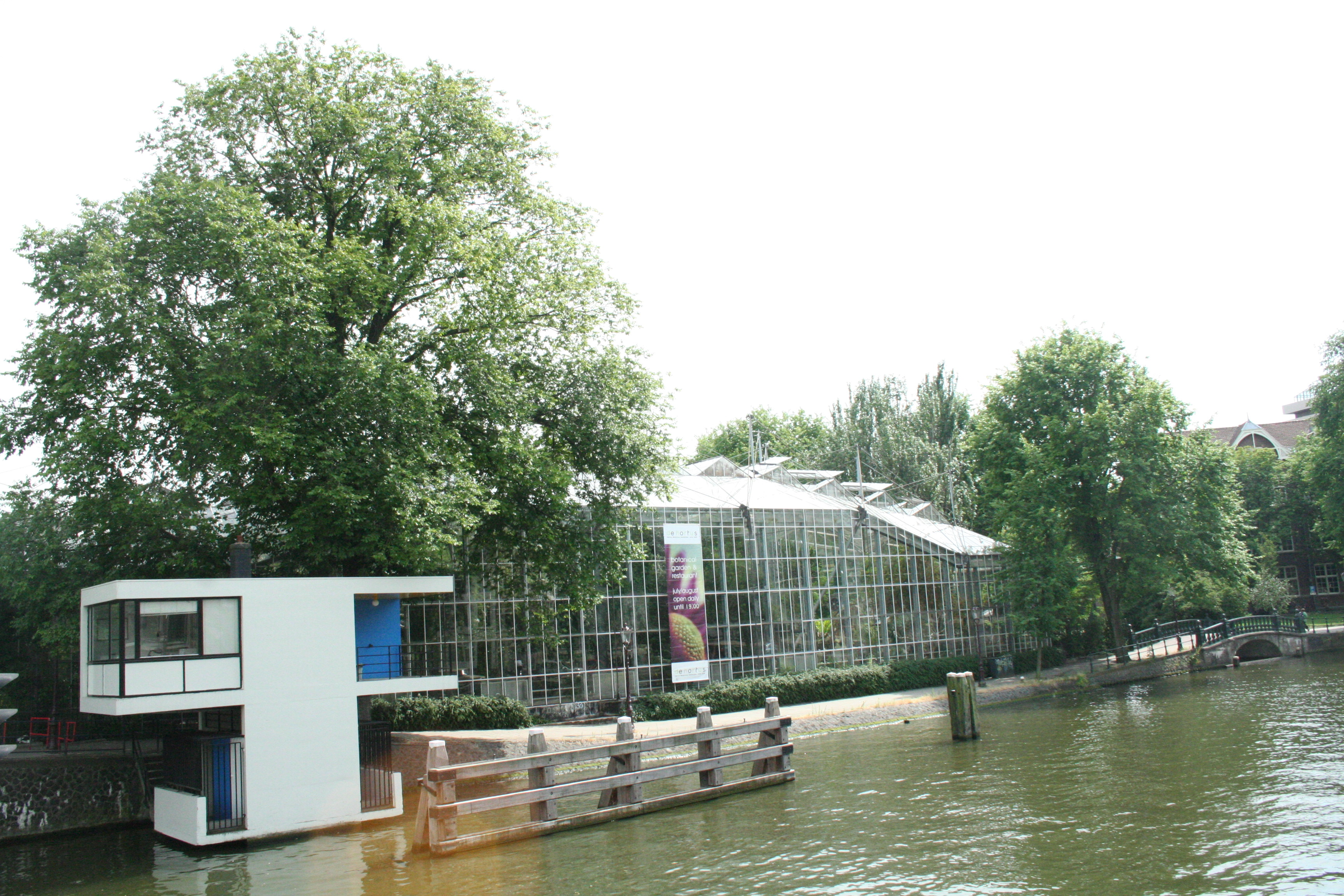
El Hortus Botanicus en el distrito "Plantage" de Ámsterdam.

Entre 1885 y 1918 Hugo de Vries fue el director del jardín.
La monumental casa de la palma tiene fecha de apertura en 1912 y es renombrada mundialmente por su colección de cycas.
En el año 1987 el jardín estaba casi arruinado ya que la universidad de Ámsterdam dejó de pagar sus costos, pero una asociación de partidarios individuales evitó su cierre. Actualmente el Hortus Botanicus está también apoyado por el Ayuntamiento de Ámsterdam. Hay también dos pasillos en el jardín que se utilizan para conferencias y ceremonias. 
Entre las recientes mejoras del jardín se encuentra una enorme casa caliente con tres diferentes biotopos tropicales.

## Colecciones
Este jardín botánico alberga unas 6.000 accesiones de plantas vivas con unos 4.000 taxones cultivados.
Entre sus colecciones son de destacar:
- Plantas de la familia de las Arecaceae,
- Cycadales,
- Plantas de África del Sur,
- Plantas carnívoras
- Plantas raras y amenazadas, tal como la Wollemia.
- Hierbas y plantas medicinales,
- Orquídeas,
- Plantas anuales,
- árboles monumentales.
- Ha habido recientes remozamientos en el Hortus, como el añadido de una enorme "casa caliente", que incluye tres climas tropicales diferentes.